# Brachygonus megerlei
Brachygonus megerlei is een keversoort uit de familie kniptorren (Elateridae). De wetenschappelijke naam van de soort is voor het eerst geldig gepubliceerd in 1835 door Lacordaire.